# Naadam

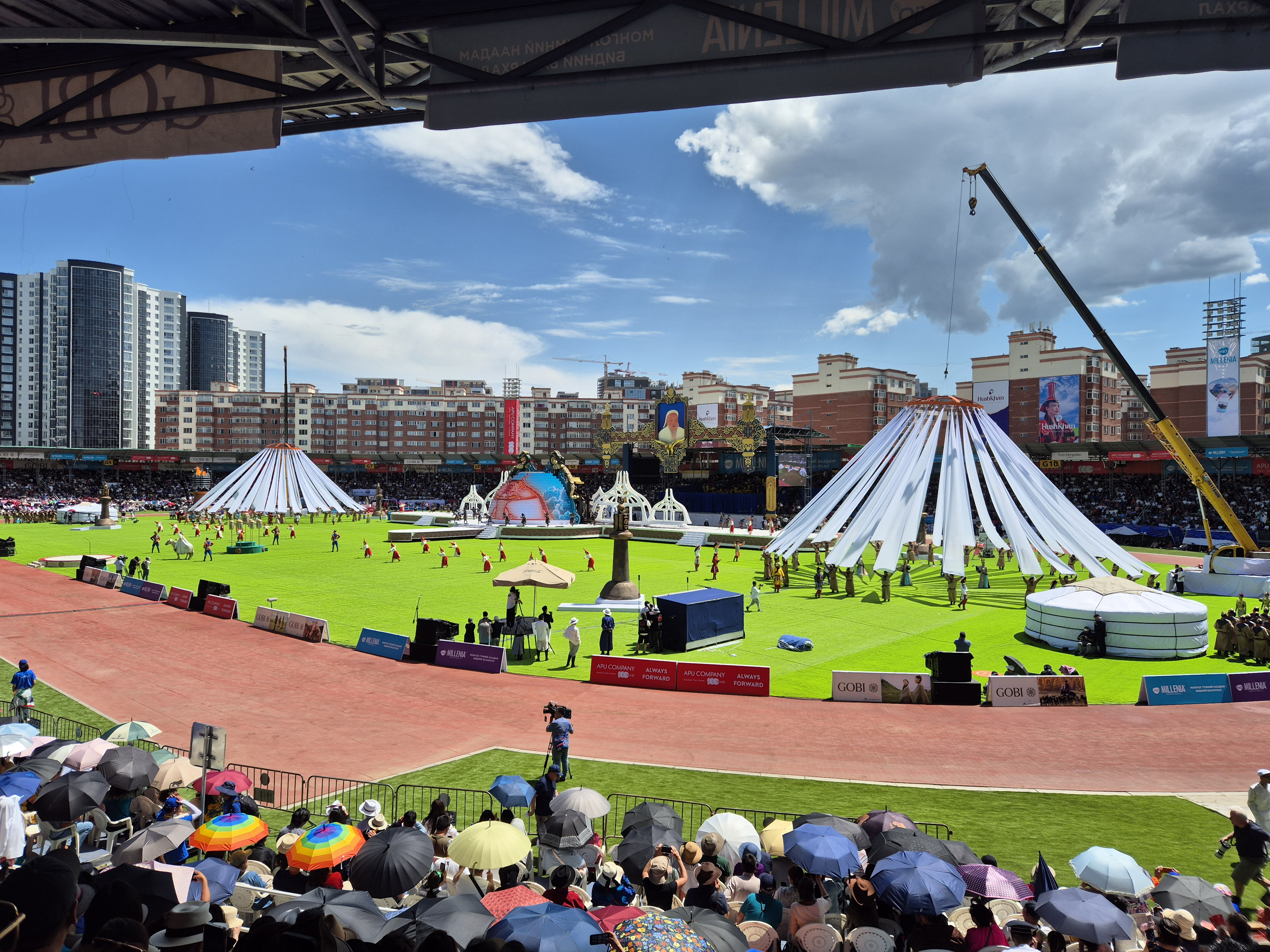
Naadam ceremonin 2024

Naadam (mongoliska Наадам) är en traditionell festival i Mongoliet som pågår 10–13 juli varje år. Festivalen inleds med en officiell öppningsceremoni på nationaldagen den 11 juli. Sedan följer tävlingar i brottning, bågskytte och hästkapplöpning. De största Naadam-spelen äger rum i huvudstaden Ulan Bator, men flera andra städer firar turneringarna i mindre skala. Festivalen har rötter i klanmöten från medeltiden. Naadam finns med på UNESCO:s lista över immateriella kulturarv sedan 2010.

## Bakgrund
Naadam går tillbaka till Djingis khans tid och var från början en militärparad med sportaktiviteter som brottning, bågskytte och hästkapplöpningar. Spelen var kopplade till träningen av soldater. Under Qingdynastin (1644–1912) förbjöds munkar att delta och Naadam kom att bli en regional parad. Med början 1921 firas den mongoliska revolutionen. Den 11 juli blir nationaldag och Naadam blir en fredlig festival som firas i hela landet.

## Brottning

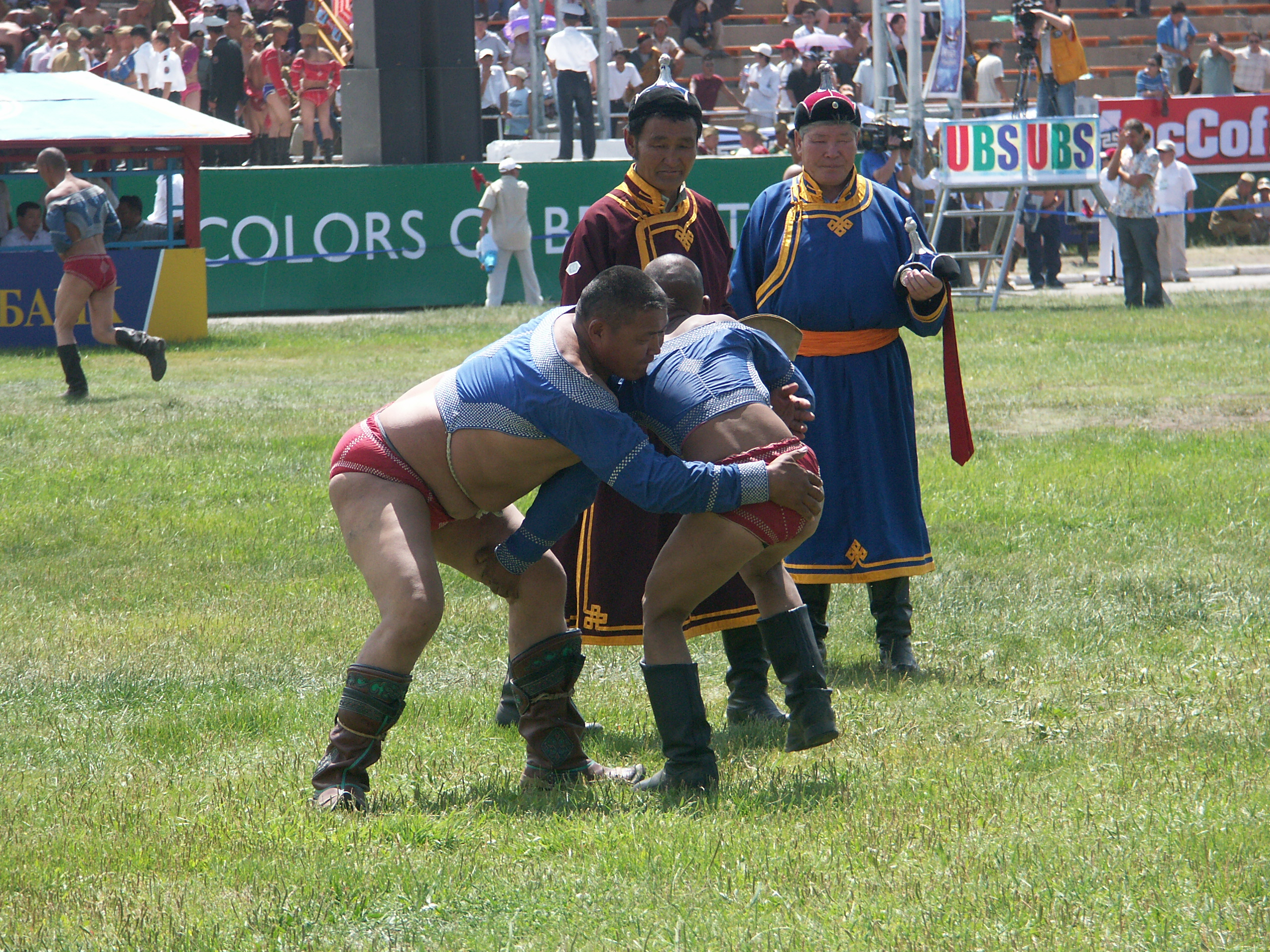
Brottning 2005

I mongolisk brottning, Bökh, ställer 512 eller 1024 män upp och tävlar i nio eller tio rundor. 128 barn tävlar i sju rundor. Tre vinnare i varje grupp får ta emot pris och titel av den mongoliska presidenten på centralstadion.

## Bågskytte

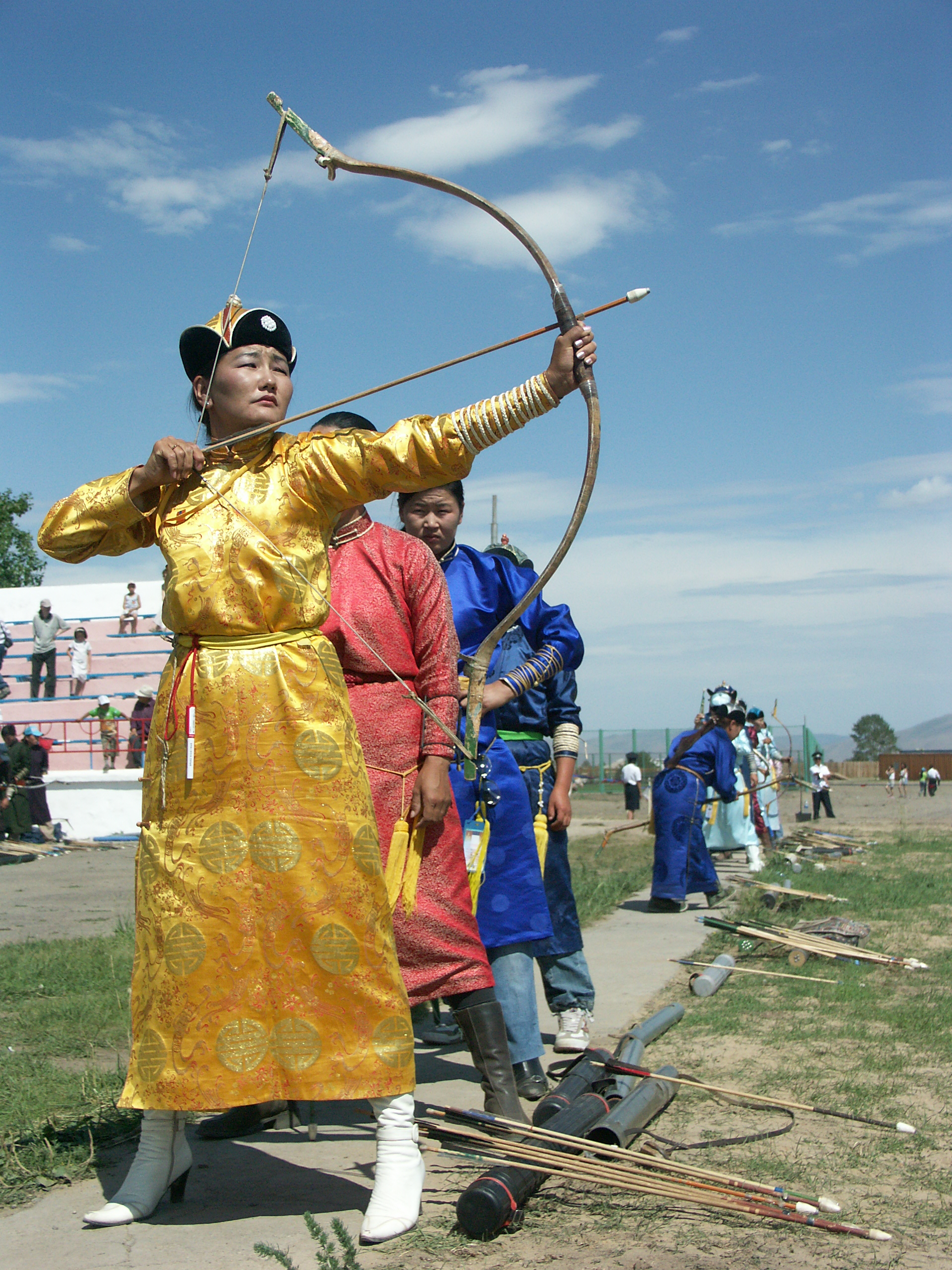
Kvinnliga bågskyttar 2005

Mongoliska bågskyttetävlingar går tillbaka till 1100-talet. Deltagarna, klädda i traditionella dräkter, använder pilbågar av horn, bark och trä. Pilarna med en längd på cirka 75 cm är gjorda av pilgrenar och gamfjädrar. Pilspetsen är gjord av ben och mässing. Som mål tjänar staplade cylindriska korgar varje 8 cm i höjd och diameter.
Bågskyttet är en lagtävling med tio lagmedlemmar, där varje bågskytt erhåller fyra pilar och laget har till uppgift att träffa 33 mål. Avståndet till målen är 75 meter för män och 60 meter för kvinnor.

## Hästkapplöpning

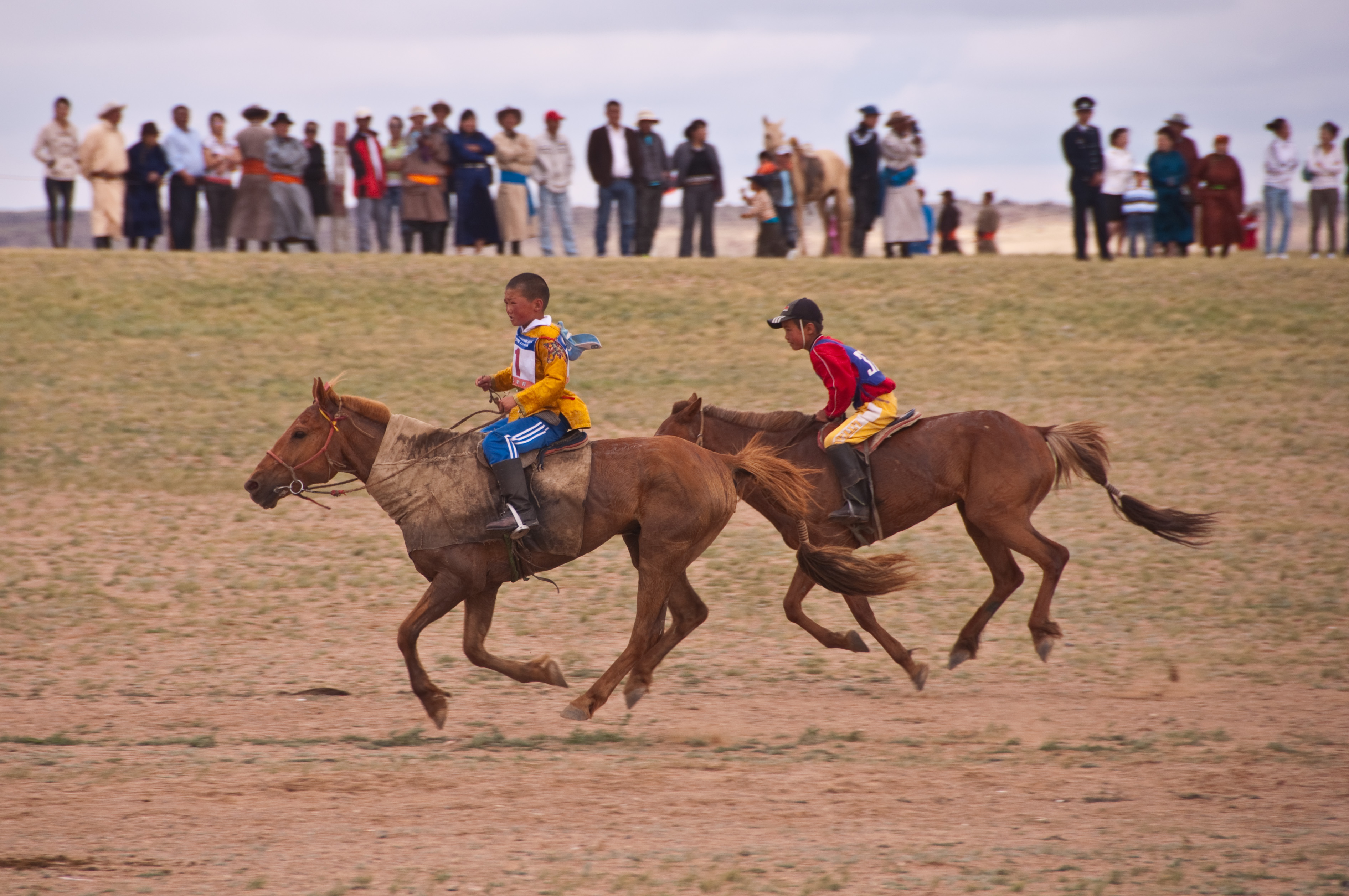
Två unga ryttare passerar mållinjen

Hästkapplöpningarna sker utanför centrum i en bana som är 10-30 kilometer lång beroende på hingstens ålder som är mellan två och sex år. Hästarna rids av barnjockeys mellan fem och tretton år. Vinnande hästar firas på centralstadion och barnen får gåvor från presidenten. Det är en farlig tävling och nästan varje år dör ett barn.